# Rhinolophus bocharicus
Rhinolophus bocharicus is een zoogdier uit de familie van de hoefijzerneuzen (Rhinolophidae). De wetenschappelijke naam van de soort werd voor het eerst geldig gepubliceerd door Kastschenko & Akimov in 1917.